# Flare (aeronautica)

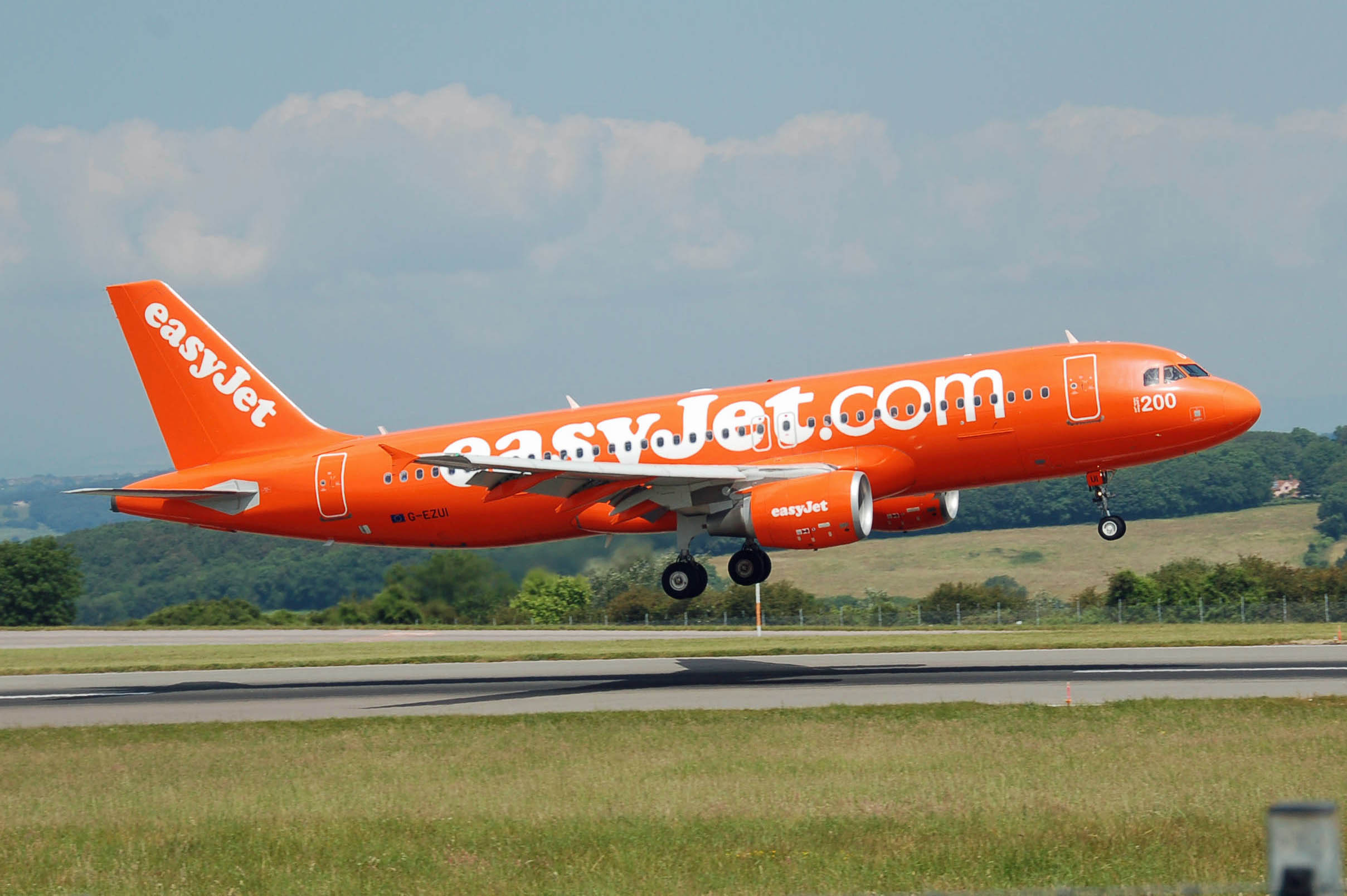
Un Airbus A320-200 (G-EZUI) della Easyjet in fase di flare nell'Aeroporto di Bristol, Bristol, Inghilterra.

Flare (in gergo: richiamata; in inglese: svasatura, raccordo) è il termine aeronautico con il quale si indica la manovra eseguita nella parte finale dell'atterraggio.
Lo scopo di questa manovra è di diminuire sensibilmente la velocità di discesa prima di arrivare a toccare il suolo; in altre parole, se la flare non venisse effettuata, l'aeroplano arriverebbe a terra "piatto", toccando contemporaneamente la pista con tutti i carrelli, con il rischio di rimbalzare subendo danni.

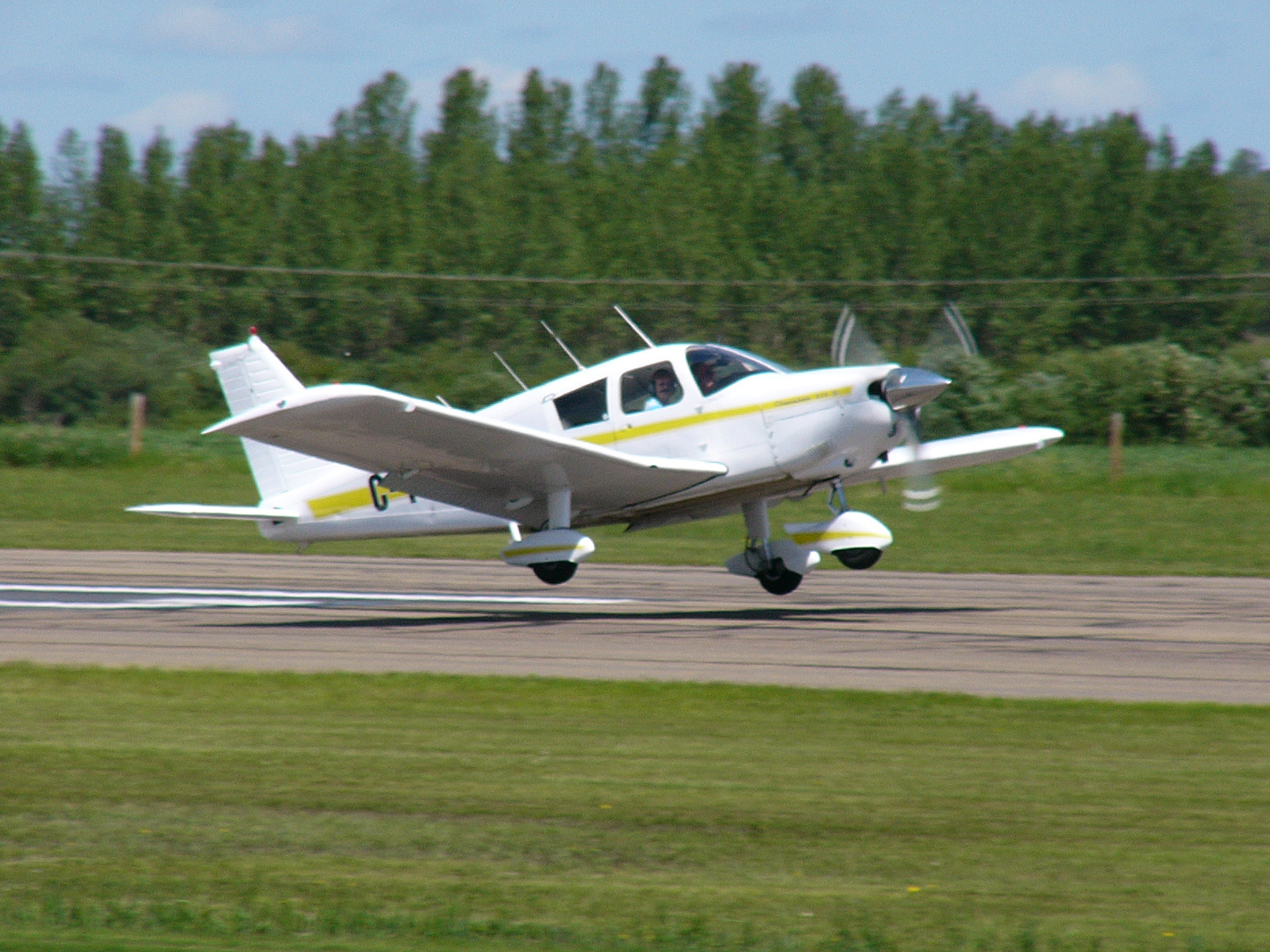
Un Piper PA-28 Cherokee all'atterraggio nella fase di flare

L'altezza a cui la flare viene eseguita varia molto a seconda del tipo di aeromobile. Su un aereo molto grande, come il Boeing 747, si inizia a richiamare a circa 50 piedi (poco più di 15 metri). Se si richiamasse a 50 piedi con un Cessna 172, si rischierebbe uno stallo. A metà della flare (o prima, nel caso di aeromobili più piccoli), è necessario mandare i motori in IDLE (al minimo), portando completamente indietro le manette e mantenendole in tale posizione finché il carrello principale non tocca terra.
Nonostante queste siano delle linee guida generali da seguire per l'esecuzione corretta di una flare, la modalità di esecuzione può dipendere da molti fattori; primo tra tutti la condizione della pista. Se la pista è asciutta, il pilota può eseguire una flare delicata. Se la pista è bagnata o peggio, innevata o ghiacciata, è buona norma eseguire la flare in maniera più brusca, per fare in modo di toccare la pista il più presto possibile e avere così più spazio per frenare, cosa necessaria a causa della scarsa aderenza del fondo. In secondo luogo, può capitare con alcuni velivoli commerciali che, con una flare molto delicata e un fondo viscido, si vada incontro al fenomeno dell'aquaplaning, causando quindi l'arresto delle ruote del carrello e il movimento incontrollato dell'aeromobile in pista. Questo è anche il motivo per cui i passeggeri, durante un atterraggio in condizioni climatiche deteriorate, avvertono una toccata pesante, non dovuta quindi a un errore del pilota, bensì a una precauzione.